# 山田俊和
山田 俊和（やまだ しゅんわ、1943年 - 2025年3月2日）は、世界遺産・中尊寺の元貫首。東京都出身。最勝寺住職。

## 経歴
1957年得度受戒し、仏門入りした。1966年に大正大学仏教学部天台学科卒業。その後天台宗で修行。
天台宗議会議員や天台宗参務総務部長、大正大監事などを務めた。現在は天台宗海外事業団理事長、日中友好宗教者懇話会会長を務めている。
2020年に中尊寺貫首を退任。
2024年3月2日、81歳で死去。通夜および本葬儀はいずれも自坊・最勝寺で営まれた。

## 著書
- 『原爆ドーム 4000人の心』山﨑理恵子・原爆ドーム合作絵画の会、2020年、幻冬舎